# Lakó- és Kommunális Épületeket Tervező Vállalat
A Lakó- és Kommunális Épületeket Tervező Vállalat (rövidítve: LAKÓTERV) 1953 és 1992 között fennállt állami építészeti tervezőiroda volt. A rendszerváltás előtt a LAKÓTERV készítette - a BUVÁTI mellett - a magyarországi házgyárakban készült elemekből felépült panelházak terveinek jelentős részét. Az állami vállalat megszűnésekor átalakult korlátolt felelősségű társasággá. 

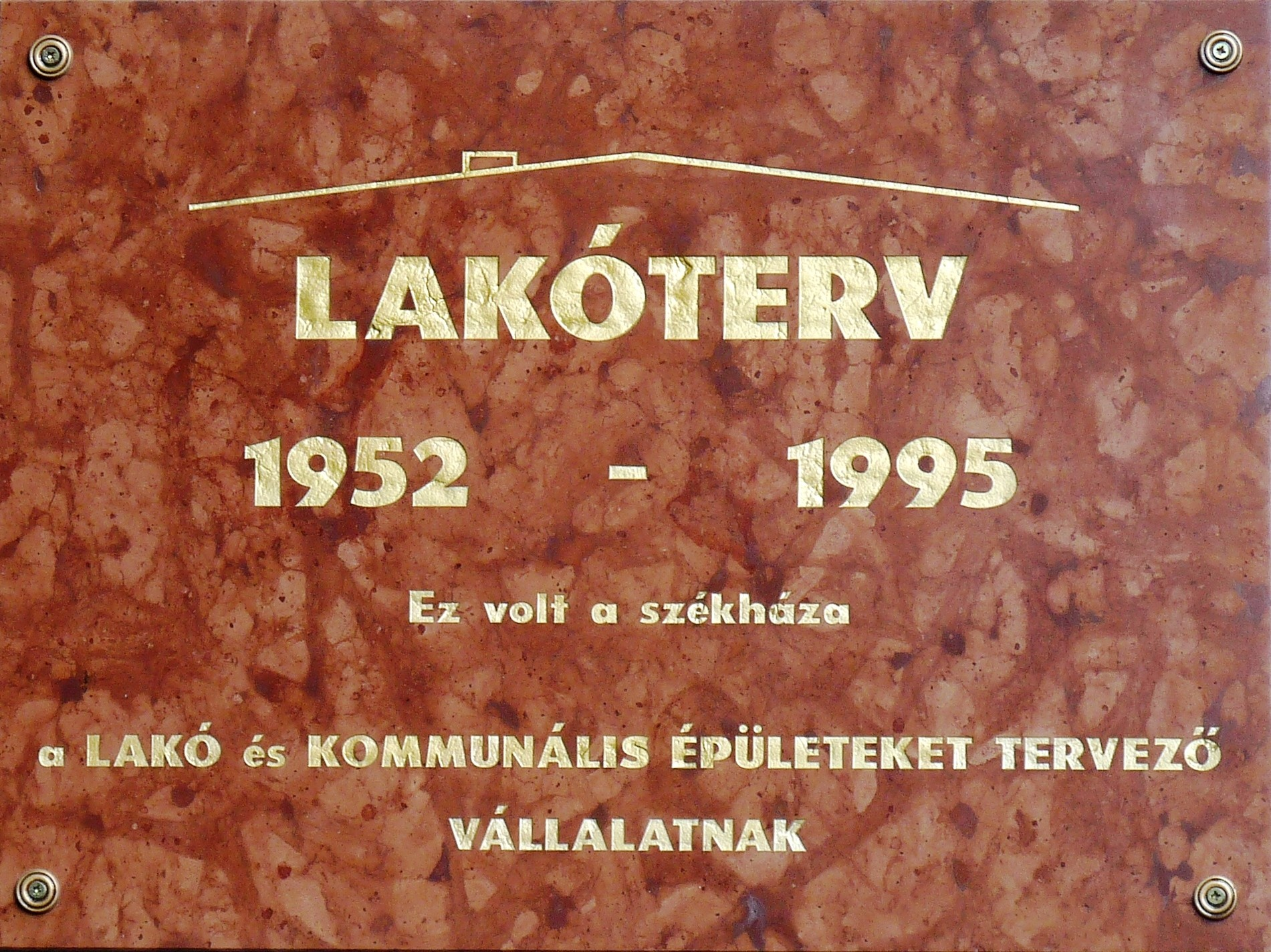
Emléktába az egykori székház falán

## Címe
Budapest, VII. Madách tér 4. 

## Neves építészei
- Finta József
- Jurcsik Károly
- Kaszab György,
- Kévés György [1]

## Tevékenységi köre
Az állami vállalat 1979-ben az alábbi feladatokat látta el: 
- műszaki tervezés, terület- és településrendezési tervezés, valamint
- az azokkal összefüggő kutatási (fejlesztési) és műszaki gazdasági tevékenység végzése, ezeken belül elsődlegesen komplex lakóterületek, városközpontok és városrészek, valamint városrész méretű rekonstrukciók tervezése, lakóépületek alap- és középfokú ellátási intézményeinek műszaki tervezése;
- tömeges lakásépítéshez kapcsolódó bázistervezői feladatok ellátása, kiemelten Nagy-Budapest területén.

## Története
A LAKÓTERV-et az építésügyi miniszter alapította 12/I-1-1/1953 sz. intézkedésével, 1953. szeptember 1-i hatállyal, budapesti székhellyel. A jogelőd Városépítési Tervező Vállalatot (VÁTERV) két vállalatra osztották : a VÁTERV 140 fővel, az ÉM Lakóépülettervező Vállalat 700 fővel folytatta működését. A vállalat neve 1963. január 1-től ÉM Lakó- és Kommunális Épületeket Tervező Vállalatra, 1968. január 1-től Lakó- és Kommunális Épületeket Tervező Vállalatra változott. 

## A rendszerváltás után
Az állami vállalat 1992. június 30-án megszűnt  illetve átalakult korlátolt felelősségű társasággá.  1995-ben a  cég jogutód nélkül megszűnt.

## Emlékezete
Egykori székházán emléktáblát helyeztek el. 